# SV Schwechat
Le Sport-Vereinigung Schwechat, communément abrégé en SV Schwechat, est un club autrichien de football basé à Schwechat.

## Palmarès
- Regionalliga Ost (1)
  - Champion : 1960[1]

## Histoire
Fondé en 1903 sous le nom d'ASK Schwechat. En 1907, le club est renommé SC Germania Schwechat après la fusion avec le SK Graphia Vienne, puis est dissous en 1927.
Le club renaît en 1933 et c'est sous le nom de 1. Schwechater SC, pris en 1945 que le club connaît ses plus grandes heures. Vainqueur de la Regionalliga Ost en 1960, puis demi-finaliste de la Coupe d'Autriche de football à deux reprises (en 1962 et 1967), le club est dans les dix premiers du Championnat d'Autriche de football de 1962 à 1966, atteignant une quatrième place lors de la saison 1963-1964. Le 1. Schwechater SC participe à l'International football cup 1963-1964, où il termine dernier d'une poule composée de l'IFK Norrköping, de l'Ajax Amsterdam et du SC Tasmania 1900 Berlin.
Le 1. Schwechater SC intègre ensuite le club omnisports du Sport-Vereinigung Schwechat en 1979 en étant sa section football. La section se désolidarise du club omnisports en 1985 mais garde le nom de SV Schwechat.
En 2009-2010, le SV Schwechat évolue en Regionnaliga Ost (troisième division).